# Oxalis inconspicua
Oxalis inconspicua är en harsyreväxtart som beskrevs av Salter. Oxalis inconspicua ingår i släktet oxalisar, och familjen harsyreväxter. Inga underarter finns listade i Catalogue of Life.